# Ujedinjenje Moldavije i Rumunjske
Ujedinjenje Moldavije i Rumunjske popularan je koncept u obje zemlje koji ima svoje početke u rumunjskoj revoluciji 1989. godine. Rumunjska revolucija 1989. i neovisnost Moldavije 1991. dodatno su pridonijeli razvoju pokreta za ujedinjenje dviju zemalja rumunjskog govornog područja. Pitanje ponovnog ujedinjenja stalno se pojavljuje u javnom prostoru dviju zemalja, često kao špekulacija, i kao cilj i kao opasnost. Iako je povijesno rumunjska potpora ujedinjenju bila visoka, istraživanje iz 2022. tijekom ruske invazije na Ukrajinu pokazalo je da samo 11 % stanovništva Rumunjske podržava trenutnu uniju, dok više od 42 % misli da nije pravi trenutak.
Većina u Moldaviji i dalje se tome protivi. Međutim, potpora ponovnom ujedinjenju u Moldaviji znatno je porasla, a ankete su postavljale pitanje "da se sljedeće nedjelje održi referendum o ujedinjenju Republike Moldavije i Rumunjske, biste li glasovali za ili protiv ujedinjenja?" raste s približno 20 % na 44 % potpore od 2015. do 2022. Podrška ujedinjenju s Rumunjskom znatno je niža u Pridnjestrovlju i Gagauziji nego u ostatku Moldavije.
Pojedinci koji zagovaraju ujedinjenje obično se nazivaju unionisti(rum. unioniști). Pristaše unije ponekad svoje protivnike nazivaju moldovenistima (rum. moldoveniști). Kada sebe nazivaju skupinom, protivnici ujedinjenja ponekad koriste izraz statalisti (rum. stataliști).

## Pozadina
Kneževina Moldavija bila je vazalna država Osmanskog Carstva, a njeni istočni teritoriji između rijeka Prut i Dnjestar (otprilike polovica kneževine) pripojeni su Ruskom Carstvu 1812., u skladu s Bukureštanskim ugovorom. Rusi su ovu novu regiju nazvali Besarabijom, uzevši ime koje se prije odnosilo samo na južni dio regije (poznato i kao "Budžak ") i proširili ga na cijeli novopripojeni teritorij. Ime potječe od vlaške dinastije Basarab, koja je vladala južnim dijelom u srednjem vijeku. Tijekom ruske revolucije 1917., novoosnovani regionalni parlament (Sfatul Țării) proglasio je autonomiju Besarabije unutar Rusije. Godine 1918., nakon što je rumunjska vojska ušla u Besarabiju, improvizirani parlament odlučio je o neovisnosti, si kratko nakon toga odlučio o uvjetnoj uniji s Rumunjskom. Uvjeti, uključujući odredbe o autonomiji, naposljetku su odbačeni. Ovo ujedinjenje sada obilježavaju unionisti u Rumunjskoj i Moldaviji kao Dan ujedinjenja Besarabije s Rumunjskom 27. ožujka.
Godine 1940., tijekom Drugog svjetskog rata, Rumunjska je pristala na ultimatum i ustupila Moldaviju Sovjetskom Savezu, koji ju je organizirao u Moldavsku SSR. Sredinom 1941. Rumunjska se pridružila Silama osovine u invaziji na Sovjetski Savez, povrativši Besarabiju i sjevernu Bukovinu, kao i okupirajući teritorij istočno od Dnjestra koji je nazvan "Pridnjestrovlje". Do kraja Drugog svjetskog rata, Sovjetski Savez je ponovno osvojio sve izgubljene teritorije, ponovno uspostavivši tamo sovjetsku vlast. Sovjeti su snažno promicali moldavski etnički identitet, protivno drugim mišljenjima koja su sve govornike rumunjskog jezika smatrali dijelom jedne etničke skupine, iskorištavajući nepotpunu integraciju Besarabije u međuratnu Rumunjsku.
Službena sovjetska politika bila je da su rumunjski i moldavski dva različita jezika i, kako bi se naglasila ta razlika, moldavski je morao biti pisan novom ćirilicom (moldavska ćirilica) temeljenom na reformiranoj ruskoj ćirilici, a ne zastarjeloj rumunjskoj ćirilici abeceda koja se prestala koristiti u 19. st. u Staroj Kraljevini i 1917. u Besarabiji.

### Razvoj događaja nakon 1989.
U rujnu 1989., s liberalizacijom u Sovjetskom Savezu, parlament Moldavske SSR proglasio je moldavski službenim jezikom i potvrdio postojanje "moldavsko-rumunjskog jezičnog identiteta".
Dana 6. svibnja 1990., nakon nekoliko desetljeća stroge odvojenosti, Rumunjska i Moldavska SSR privremeno su ukinule ograničenja prelaska granice, a tisuće ljudi prešlo je rijeku Prut koja čini veći dio moldavsko-rumunjske granice.
Čimbenici koji su ometali ujedinjenje bili su složeni, u rasponu od opreza političkih vođa u Moldaviji i Rumunjskoj, rata u Transnistriji i, što je možda još važnije, mentaliteta velikog dijela stanovništva u Moldaviji (i donekle u Rumunjskoj) koji bili ravnodušni ili su se protivili takvom projektu. U svom obraćanju rumunjskom parlamentu, u veljači 1991., prvi moldavski predsjednik Mircea Snegur govorio je o zajedničkom identitetu Moldavaca i Rumunja, govoreći o  "Rumunjima s obje strane rijeke Prut ". U lipnju 1991. Snegur je govorio o kretanju Moldavije prema ponovnom ujedinjenju s Rumunjskom, dodajući da Sovjetski Savez ne čini velike napore da to zaustavi.
Iako su mnogi moldavski intelektualci podupirali uniju i željeli "ponovno ujedinjenje s domovinom Rumunjskom", nije bilo velike potpore javnosti za to, s više od 70% Moldavaca koji su joj se protivili, prema anketi iz 1992. godine. Istodobno, Pridnjestrovlje, istočni dio Moldavije, naseljen Moldavcima, Rusima, Ukrajincima otprilike u podjednakom broju, iskoristilo je navodnu opasnost od ujedinjenja s Rumunjskom kao izgovor za vlastite težnje za ostankom uz Rusiju.
Dana 26. lipnja 1991., na zahtjev Larryja Presslera, Senat SAD-a usvojio je rezoluciju kojom se podržava ujedinjenje Moldavije i Sjeverne Bukovine s Rumunjskom.

### Političke veze i unionizam
Nakon proglašenja neovisnosti 27. kolovoza 1991., rumunjska zastava s dodanim moldavskim grbom i rumunjskom himnom postali su simboli nove neovisne Moldavije. Nakon rastućih napetosti između pro-sindikalne vladajuće Moldavske narodne fronte i predsjednika Snegura, posebice oko ujedinjenja, predsjednik se približio moldavističkoj skupini Agraraca i imenovao njihovog kandidata Andreia Sanghelija za premijera. Kao rezultat toga, a posebno nakon pobjede Agraraca na izborima 1994., Moldavija se počela distancirati od Rumunjske. Državna zastava je malo izmijenjena, a himna je promijenjena u ro. "Limba noastră". Referendum u Moldaviji iz 1994. za neovisnu Moldaviju mnoge su javne osobe vidjele kao cilj implicitnog isključivanja unije s Rumunjskom. Nadalje, ustav koji je 1994. usvojio novi parlament kojim su dominirali moldavski agrari i socijalisti nazvao je službeni jezik "moldavskim", za razliku od ranije Deklaracije o neovisnosti koja ga je nazvala "rumunjskim". Pokušaj moldavskog predsjednika Mircee Snegura 1996. godine da promijeni naziv službenog jezika u "rumunjski" moldavski je parlament odbacio kao "promicanje rumunjskog ekspanzionizma".
U intervjuu, bivši rumunjski predsjednik Ion Iliescu, kojeg kritiziraju jer nije uspio ujediniti Rumunjsku s Moldavijom čim je potonja proglasila svoju neovisnost od Sovjetskog Saveza, objasnio je da je Rumunjska sama, bez međunarodne potpore (uključujući zapadne zemlje ) i bez želja političara u Kišinjevu, nije mogla postići ovo ujedinjenje.
Parlament kojim dominiraju komunisti usvojio je "Koncept nacionalne politike" 2003. godine, u kojem se navodi da su Moldavci i Rumunji različiti narodi, te da su Rumunji etnička manjina u Moldaviji.
Prije 2005. samo je Kršćansko-demokratska narodna stranka, jedna od političkih nasljednica Moldavske narodne fronte, aktivno podržavala ujedinjenje. Međutim, stav demokršćana značajno se promijenio nakon što su počeli blisko surađivati s vladajućim moldavskim komunistima. Tijekom izbora u travnju 2009., savez Nacionalne liberalne stranke (rum. Partidul Național Liberal) i Pokret europske akcije (rum. Mișcarea Acțiunea Europeană) kandidirao se na zajedničkoj platformi labave unije s Rumunjskom, ali je skupio samo oko 1% glasova.
Dana 2. ožujka 2023. moldavski parlament izglasao je promjenu državnog jezika s moldavskog na rumunjski. Ideju je podržala vladajuća Stranka akcije i solidarnosti, a oštro joj se protivio Blok komunista i socijalista. Akademija znanosti Moldavije također je podržala ovu odluku.

## Politički komentar
Godine 2004. i kasnije, rumunjski list Ziua objavio je niz članaka i intervjua sa Stanislavom Belkovskim, utjecajnim ruskim političkim komentatorom, koji je predložio plan ujedinjenja Rumunjske i Moldavije bez Pridnjestrovlja. Uslijedila su nagađanja podržavaju li njegov plan viši krugovi u Kremlju, no ona nikada nisu potvrđena. Ipak, nekoliko novinara i znanstvenika odbacilo je plan kao diverziju, također ističući nekoliko nejasnoća, poput statusa grada Bendera koji se nalazi na desnoj obali Dnjestra, ali je pod kontrolom Transnistra, i, što je još važnije, malo je vjerojatno da će Moldavija pristati na takav plan.
U siječnju 2006., rumunjski predsjednik Traian Băsescu izjavio je da snažno podupire nastojanja Moldavije za pridruživanje Europskoj uniji i da je "minimalna politika Rumunjske da se ujedinjenje rumunjske nacije dogodi unutar EU". Fraza "minimalna politika" dovela je do pitanja postoji li i maksimalna politika. U srpnju iste godine Băsescu je tvrdio da je moldavskom predsjedniku Vladimiru Voronjinu predložio da se "Moldavija pridruži EU zajedno s Rumunjskom 2007. godine" i da je navodna ponuda odbijena. Băsescu je također dodao da će Rumunjska poštovati ovu odluku i pomoći Moldaviji da sama uđe u EU.
U listopadu 2006. rumunjski list Cotidianul procijenio je trošak unije s Moldavijom na 30-35 milijardi eura, i privukao kritike rumunjskog lista Ziua, kao i Timpula zbog preuveličavanja troškova i zanemarivanja druge dimenzije moguće unije.
Nakon moldavskih parlamentarnih izbora u travnju 2009., građanskih nemira u Moldaviji 2009., moldavskih parlamentarnih izbora u srpnju 2009. i stvaranja vladajućeg Saveza za europsku integraciju, uslijedio je novi val nagađanja o uniji. Partija komunista, sada u opoziciji, tvrdila je da su "unionisti došli na vlast". U intervjuu iz studenog 2009. politički komentator Stanislav Belkovsky izjavio je da su izbori u travnju 2009. označili početak procesa povratka Moldavije Rumunjskoj.
Traian Băsescu bio je u državnom posjetu Moldaviji zajedno s nizom ministara najaviti nekoliko projekata koji bi intenzivirali veze dviju zemalja, te ponudu 100 milijuna eura bespovratnih sredstava za infrastrukturne projekte. Băsescu je Moldaviju nazvao svojim "projektom duše". Očekuje se da će se privatna rumunjska ulaganja također značajno povećati, s otvaranjem moldavsko-rumunjskog poslovnog i investicijskog ureda, i preuzimanjem internetskog portala s vijestima Unimedia od strane rumunjske grupe Realitatea-Cațavencu grupe, u vlasništvu biznismena Sorina Ovidiua Vântua.
Dana 15. veljače 2010. otvoren je granični prijelaz Lipcani-Rădăuți između Rumunjske i Moldavije, a ostatak sovjetske ograde od bodljikave žice na moldavskoj strani granice s Rumunjskom je demontiran.
U siječnju 2010. Mircea Druc, bivši premijer Moldavije između 1990. i 1991., izjavio je da je ujedinjenje Rumunjske i Republike Moldavije neizbježno. Sličnu izjavu dali su i ruski politički analitičar Vladimir Bruter i proruski moldavski komentator Zurab Todua, obojica tvrdeći u ruskoj TV emisiji da je raskol rumunjskog naroda "tragedija", i, ako ljudi žele ujedinjenje 2 zemlje, to će se dogoditi i globalne sile se tome ne mogu suprotstaviti. Međutim, vršitelj dužnosti predsjednika Mihai Ghimpu zanijekao je u intervjuu za novine na ruskom jeziku Komsomolskaya Pravda v Moldove da će takav potez biti poduzet, navodeći da sindikat nije uključen u program vladajuće koalicije. Drugom prilikom je izjavio da ako ljudi žele ujedinjenje, ni on, niti bilo tko drugi ih ne može zaustaviti. U nekoliko je navrata priznao da osobno dijeli sindikalne stavove. Međutim, u kolovozu 2010. izjavio je da je prijedlog "međudržavne unije" između Rumunjske i Moldavije "vrlo glupa" ideja.
Dana 27. studenog 2013., dan prije sudjelovanja na summitu Istočnog partnerstva u Vilniusu, rumunjski predsjednik Traian Băsescu pozvan je na intervju na nacionalnoj TV postaji TVR. Tamo je rekao da treći prioritet Rumunjske, nakon ulaska u NATO i EU, mora biti unija s Moldavijom. "Uvjeren sam da će Rumunjska, ako postoji unionistička struja u Moldaviji, bez oklijevanja reći 'da'", rekao je šef države. Trenutno Rumunjska podržava punu integraciju Moldavije u EU. Gradonačelnik Kišinjeva Dorin Chirtoacă pozdravio je Băsescuove izjave. S druge strane, moldavski premijer, Iurie Leancă, opisao je Băsescuovu izjavu kao "stvaranje ključnih problema" za Moldaviju i potvrdio potporu svoje vlade suverenoj Moldaviji. Stavove slične Leancăovom zauzeli su i drugi čelnici proeuropske vladajuće koalicije, Vlad Filat i Marian Lupu, kao i Vladimir Voronin, čelnik glavne oporbene stranke. Međutim, u kasnijim godinama, Filat i Leancă postali su pristaše ujedinjenja, zbog brzog razvoja rumunjskog gospodarstva.
U travnju 2016. bivši ministar obrane i general vojske Victor Gaiciuc (koji se smatra bliskim bivšem predsjedniku Igoru Dodonu) nazvao je unionističku ideju opasnošću za suverenitet Moldavije i da je on statalist. Također je dodao da se, međutim, neće protiviti tome ako Moldavci odluče raspisati referendum o ujedinjenju s Rumunjskom.
U kolovozu 2016. američki veleposlanik u Moldaviji, James Pettit, izjavio je da Moldavija nije Rumunjska i da moldavski narod ima svoju vlastitu povijest i identitet. Također je dodao da bi Moldavija trebala ući u Europsku uniju kao neovisna država. Kasnije je, u rujnu 2016., nakon sastanka s moldavskim unionističkim političarem Mihaijem Ghimpuom, izjavio da poštuje ideal unionista i prirodnu želju Moldavaca da se ujedine s Rumunjskom. Godine 2018. rumunjski povjesničar Mircea Dogaru napisao je javno pismo Pettitu, kritizirajući njegovu anti-unionističku poziciju.
Povjesničar Victor Stepaniuc, poznat po svom moldovenskom stavu, izjavio je 2016. da ako Moldavija ne može uspjeti kao neovisna država, onda je jedino rješenje ujedinjenje s Rumunjskom.
Godine 2017. Dumitru Diacov (osnivač i počasni predsjednik Demokratske stranke Moldavije ) rekao je da je projekt ujedinjenja trenutno nerealan, te da će ujedinjenje vjerojatno biti moguće za 100 godina.
U listopadu 2019., rumunjski političar Kelemen Hunor izjavio je da, iako razumije želju Rumunja da se ujedine s Moldavijom, potonja neće odustati od svoje neovisnosti kako bi postala neka županija u istočnoj Rumunjskoj i da je, po njegovom mišljenju, najbolje da se Moldavija pridruži Europskoj uniji, ali ostane neovisna.
Petrișor Peiu (profesor na Politehničkom sveučilištu u Bukureštu, poznat kao zagovornik unionizma) kritizirao je nedostatak unionističkih elemenata u govoru rumunjskih vođa (kao što je Klaus Iohannis), fokusirajući se isključivo na "europsku integraciju", ne na ponovnom ujedinjenju. Ustvrdio je i da je pitao rumunjske političare zašto ne podržavaju ujedinjenje, a oni su odgovorili: "Njemačka to ne želi". U isto vrijeme, Oana Ursache (USR PLUS), državna tajnica Odjela za Rumunje svugdje, prekinula je financiranje "Mesager bucovinean", jedne od najvažnijih novina za rumunjsku zajednicu u Ukrajini. Nadalje, tijekom moldavskih izbora 2021., rumunjski ministar obrane Nicolae Ciucă (PNL) izjavio je da, između ujedinjenja s Rumunjskom i europske integracije, Rumunjska podržava europsku integraciju Moldavije kao suverene države. U studenom 2021. moldavski ministar vanjskih poslova Nicu Popescu rekao je da većina građana Moldavije ne podržava ujedinjenje s Rumunjskom, te da on također podržava neovisnu moldavsku državu.
Nakon ruske invazije na Ukrajinu 2022., ideja o ujedinjenju Moldavije s Rumunjskom ponovno je postala tema o kojoj se raspravljalo u tisku. Pristaše ideje (kao što je rumunjski povjesničar Marius Oprea) tvrde da bi ujedinjenje ojačalo istočno krilo NATO -a i obranilo Moldaviju u slučaju eskalacije pridnjestrovskog sukoba. Bivši moldavski premijer Iurie Leancă rekao je da je jedini način na koji se Moldavija može zaštititi od Rusije ujedinjenje s Rumunjskom. S druge strane, predsjednica Moldavije Maia Sandu rekla je da se unija s Rumunjskom može postići samo ako to želi stanovništvo Moldavije. Upitan što misli o ujedinjenju u novom kontekstu, moldavski ministar vanjskih poslova Nicu Popescu izjavio je da samo moldavski narod može odlučiti o svojoj budućnosti. Nadalje, moldavska premijerka Natalia Gavrilița rekla je da se ujedinjenje s Rumunjskom ne uzima u obzir. Također je rekla da Moldavija želi pristupiti Europskoj uniji, ali ne i NATO-u.
U siječnju 2023. ruski zastupnici Leonid Kalašnjikov i Svetlana Zhurova upozorili su da namjere Moldavije da se ujedini s Rumunjskom, a time i pridruži NATO-u, mogu dovesti do njezinog uništenja. Dana 2. veljače 2023., ruski ministar vanjskih poslova Sergej Lavrov izjavio je da bi Moldavija mogla imati sudbinu Ukrajine (što znači da će biti napadnuta od strane Rusije) ako moldavska predsjednica Maia Sandu, koja ima rumunjsko državljanstvo, želi da se Moldavija ujedini s Rumunjskom i pridruži NATO-u. Belkovsky je izjavio da bi ove izjave ruskih političkih ličnosti mogle ubrzati ujedinjenje Moldavije i Rumunjske.
Nekoliko političkih i javnih osoba u Rumunjskoj reklo je da bi se Maia Sandu mogla kandidirati za predsjednicu Rumunjske 2024., slično kao i Alexandru Ioan Cuza, koja ima rumunjsko državljanstvo, navodeći Sanduinu popularnost među rumunjskim stanovništvom, čime bi se postiglo de facto ujedinjenje. Dana 16. veljače 2023. Sandu se pozabavila ovim problemom, izjavivši da se nema namjeru kandidirati za bilo koji ured u Rumunjskoj.
Dana 23. svibnja 2023., dva dana nakon velikih proeuropskih prosvjeda koje je organizirala moldavska vlada u Kišinjevu, u intervjuu za Euronews România, moldavska predsjednica Maia Sandu izjavila je da među stanovništvom Moldavije nema dovoljno podrške za unionistički pokret, koji zbog čega Moldavija ide putem pridruživanja Europskoj uniji kao neovisna država.

## Trenutni trendovi

### Dvojno državljanstvo za građane Moldavije
Anketa koju je proveo IPP Chișinău u studenom 2007. pokazuje da je 33,6% stanovništva Moldavije zainteresirano za rumunjsko državljanstvo, dok 58,8% nije zainteresirano. Glavni razlog zainteresiranih je: osjećaj da su Rumunji (31,9%), mogućnost putovanja u Rumunjsku (48,9%) i mogućnost putovanja i/ili rada u EU (17,2%).
Između 1991. i 2009. oko 140.000 građana Moldavije dobilo je rumunjsko državljanstvo. Prema nekim procjenama, čak 1 milijun građana Moldavije zatražilo je rumunjsko državljanstvo do 2009. Godine 2010. rumunjska vlada osnovala je Nacionalno tijelo za državljanstvo za obradu velikog broja zahtjeva za rumunjsko državljanstvo koji dolaze posebno od moldavskih građana. Studija "Ponovno dobivanje rumunjskog državljanstva: povijesne, komparativne i primijenjene perspektive", objavljena 2012., procjenjuje da je 226.507 građana Moldavije ponovno steklo rumunjsko državljanstvo do 15. kolovoza 2011. Između 15. kolovoza 2011. i 15. listopada 2012., dodatnih 90.000  ponovno stekao rumunjsko državljanstvo, prema Nacionalnoj upravi za državljanstvo, čime je ukupan broj porastao na 320.000.
Studija zaklade Soros iz Rumunjske iz 2013. pokazala je da je od donošenja zakona o državljanstvu 1991. do kraja 2012. broj uspješnih zahtjeva iz Moldavije bio 323.049. To je povećanje od 96.542 uspješne prijave od 15. kolovoza 2011. U istom razdoblju broj zahtjeva iznosio je 449.783, što znači da još oko 125.000 zahtjeva treba završiti. U 2011. i 2012. podneseno je 100.845 odnosno 87.015 zahtjeva. Stvarni broj osoba kojima je dodijeljeno državljanstvo u ovim zahtjevima ostaje nejasan jer svaki zahtjev može uključivati maloljetnike koji ovise o podnošenju odrasle osobe. Procjenjuje se da je broj osoba oko 400.000, s potencijalom od još 150.000 osoba ako svi neriješeni zahtjevi budu uspješni.
Između 1. siječnja 2010. i 5. studenoga 2021. čak 1.027.091 državljanin Moldavije stekao je rumunjsko državljanstvo, od čega 746.695 odraslih i 280.396 maloljetnika.
| Godina       | Broj obrađenih zahtjeva (za odrasle) |
| ------------ | ------------------------------------ |
| 1991–2001    | 108.000                              |
| 2002–2008    | 7 500                                |
| 2009. godine | 22.000                               |
| 2010         | 41 800                               |
| 2011         | 69 800                               |
| 2012         | 73 800                               |
| 2013         | 64 900                               |
| 2014         | 61 800                               |
| 2015         | 47.300                               |
| 2016         | 63.000                               |
| 2017         | 85 400                               |
| 2018         | 47 200                               |
| 2019         | 43 600                               |
| 2020         | 73 900                               |
| 2021         | 42 400                               |
| Ukupno       | 852,400                              |

### Akcija 2012
U travnju 2011., koalicija nevladinih organizacija iz Rumunjske i Moldavije stvorila je građansku platformu Akcija 2012. ( ro. Acțiunea 2012), čiji je cilj "podići svijest o nužnosti ujedinjenja između Rumunjske i Republike Moldavije". Godina 2012. odabrana je kao referenca na obilježavanje dvjestote obljetnice podjele povijesne Moldavije 1812. godine, kada je Rusko Carstvo pripojilo ono što će se kasnije nazvati Besarabija. Zagovornici vide ujedinjenje kao preokret ove povijesne podjele, preokret inspiriran prilično kratkotrajnom Unijom Besarabije s Rumunjskom (1918. – 1940.) koju je poremetila sovjetska okupacija .

### Vijeće Unije
U veljači 2012. osnovano je Vijeće unije kako bi se "okupili svi unionisti" kako bi se "promicala ideja rumunjskog nacionalnog jedinstva". Među potpisnicima: Mircea Druc bivši moldavski premijer, Alexandru Mosanu bivši predsjednik moldavskog parlamenta, Vitalia Pavlicenco predsjednica Moldavske nacionalne liberalne stranke, Vladimir Beșleagă pisac, Constantin Tănase direktor moldavskih novina Timpul de dimineață, Val Butnaru predsjednik Jurnal Trust Media, Oleg Brega novinar i aktivist, Nicu Țărnă solist moldavskog rock benda Gândul Mâței, i Tudor Ionescu, predsjednik rumunjske neofašističke udruge Noua Dreaptă, Valentin Dolganiuc, bivši moldavski zastupnik, Eugenia Duca, moldavska poslovna žena, Anton Moraru, moldavski profesor povijesti, Eugen Mihalache, potpredsjednik Narodne stranke, Dan Diaconescu i drugi.

### Blok nacionalnog jedinstva (BUN)
Osnovana 16. svibnja 2015., kao koalicija od 30 nevladinih organizacija koje podržavaju ujedinjenje Republike Moldavije s Rumunjskom Vodeće osobe: Ion Leascenco (stvarni vođa), Anatol Ursu, Constantin Codreanu (bivši vođa), Oleg Chicu, Lucia Vieru, Vitalie Prisacaru, Artemis Balan, Claudia Iovita

### Sfatul Țării 2
Dana 27. ožujka 2016., unionisti su osnovali "Sfatul Țării 2", samoproglašenog nasljednika Sfatul Țării . U njemu su bili predstavnici svakog okruga, kao i predstavnici etničko-vjerskih manjina. Na kraju sastanka, simbolično, usvojena je "Deklaracija o ponovnom ujedinjenju Moldavije s Rumunjskom". Među sudionicima su bili Nicolae Dabija, Mircea Druc, Ion Ungureanu, Alexandru Moșanu, Alecu Reniță, Mihai Cimpoi, Ion Negrei, Eugen Doga, Arcadie Suceveanu, Nicolae Botgros, Ion Varta, Petru Hadârcă, Iurie Colesnic, Gheorghe Mustea, Ninela Caranfil, Ion Iovcev, Octavian Țîcu, Sandu Grecu, Vasile Iovu, Petru Bogatu, Vladimir Beșleagă i Silviu Tănase .

### Sindikalni marševi
Novoosnovane inicijativne skupine Akcija 2012. i Sindikalno vijeće organizirale su tijekom 2012. godine nekoliko manifestacija u znak podrške ujedinjenju. Prvi je bio skup od 2000 do 3000 ljudi u Kišinjevu 25. ožujka 2012., održan kao obljetnica ujedinjenja Besarabije s Rumunjskom 27. ožujka 1918. Veći skupovi održani su 13. svibnja (kojim je obilježeno 200 godina Bukureštanskog mira iz 1812. i prve ruske aneksije Besarabije) i 16. rujna. Sindikalni marš održan je iu Bukureštu u listopadu 2012., a nazočilo mu je nekoliko tisuća ljudi. Manifestacije manjeg obima održane su u moldavskim gradovima Cahul i Bălți 22. srpnja odnosno 5. kolovoza.  Razni intelektualci i umjetnici iz obiju zemalja podržali su marševe, dok su im se protivili moldavski predsjednik Marian Lupu i premijer Vlad Filat . Skupovi u Bukureštu kasnije su ponovljeni u listopadu 2013. i listopadu 2014. godine. Također, u rujnu 2014. održan je još jedan skup u Kišinjevu, tijekom kojeg je središnjom ulicom grada nošena 300 metara duga rumunjska zastava. Dana 16. svibnja 2015. između 5000 (policijska procjena) i 25 000 ljudi (procjena organizatora) prosvjedovalo je za ujedinjenje u Kišinjevu, u onome za što se tvrdilo da su najveći prorumunjski prosvjedi od 1990-ih. Drugi prosvjed, koji je privukao između 5.000 i 30.000 ljudi (tvrdnja organizatora), održan je 5. srpnja 2015. u Kišinjevu . Oko tisuću mladih među sudionicima uputilo se u Bukurešt u "Maršu Stjepana Velikog" ( rum. Marșul lui Ștefan cel Mare ) pozivajući na ujedinjenje Moldavije s Rumunjskom. Pohod je trajao tjedan dana, od 5. do 11. srpnja. U Republici Moldaviji marš je slijedio rutu Strășeni – Lozova – Călărași – Cornești – Ungheni . Sudionici su prešli rijeku Prut 11. srpnja u 10 sati u velikoj rekonstrukciji Mostova cvijeća 1990. Njihov marš završio je u Bukureštu, gdje ih je na Sveučilišnom trgu pozdravilo nekoliko stotina rumunjskih građana, prije nego što su se uputili prema palači Cotroceni kako bi pozvali rumunjskog predsjednika Klausa Iohannisa da podrži projekt ujedinjenja. Bivši moldavski predsjednik Vladimir Voronjin oštro je osudio marš na Rumunjsku. U pismu predsjedniku Europskog parlamenta Martinu Schulzu, objavljenom 7. srpnja, Voronin je optužio Bukurešt za poticanje "uništenja i aneksije Moldavije".
Dana 22. rujna 2015., vlade Rumunjske i Republike Moldavije održale su bilateralni sastanak u Neptunu, u okrugu Constanța, gdje je prosvjedovalo više od 300 unionista. Njihovi su predstavnici dobili pristup sastanku, razgovarajući s ministrom vanjskih poslova o zajedničkim projektima. Sindikalisti su najavili "Agendu ponovnog ujedinjenja 2018.", a neki od njihovih zahtjeva su prihvaćeni i odlučeno na međuvladinom sastanku.
U 2018., na proslavi stote obljetnice Velike unije, nekoliko rumunjskih i moldavskih aktivista za ujedinjenje organiziralo je prosvjed pod nazivom Stogodišnji marš . Započeo je u Alba Iuliji 1. srpnja 2018., a završio u Chișinău 1. rujna 2018. Jedan od njegovih glavnih ciljeva bio je postići ujedinjenje Moldavije s Rumunjskom. Sudionici su pokušali prikupiti milijun potpisa za organizaciju referenduma . Iako su moldavske vlasti isprva sudionicima zabranile prijelaz granice, kasnije im je ulazak dopušten.

## Javno mišljenje

### Moldavija
Međunarodni republikanski institut u partnerstvu s Gallupom, Inc. redovito provodi ankete u Republici Moldaviji o nekoliko društvenih i političkih pitanja. Sljedeći rezultati odražavaju javno stajalište u Moldaviji o pitanju ponovnog ujedinjenja:
| Datum                    | Pitanje | Potpuna podrška | Donekle podrške | Donekle se suprotstaviti | Potpuno se suprotstaviti | Ne znam/Nemam mišljenje |
| ------------------------ | --- | --------------- | --------------- | ------------------------ | ------------------------ | ----------------------- |
| siječanj – veljača 2011. | Isključujući utjecaj potencijalnog članstva Moldavije u Europskoj uniji, podržavate li ujedinjenje Moldavije s Rumunjskom? | 10%             | 18%             | 16%                      | 47%                      | 9%                      |
| kolovoz – rujan 2011     | Podržavate li ili se protivite ponovnom ujedinjenju Republike Moldavije s Rumunjskom?                                      | 11%             | 20%             | 16%                      | 43%                      | 10%                     |

Anketa koju je proveo IRI u Moldaviji u studenom 2008. pokazala je da bi 29% stanovništva podržalo uniju s Rumunjskom, dok bi je 61% odbilo.
Prounionistička nevladina organizacija "Rumunjski centar za strateške studije" objavila je izvješća u kojima tvrdi da ima znatno veću podršku ideji:
| Datum        | Pitanje | Potpuna podrška | Donekle podrške | Donekle se suprotstaviti | Potpuno se suprotstaviti | Ne znam/Nemam mišljenje |
| ------------ | --- | --------------- | --------------- | ------------------------ | ------------------------ | ----------------------- |
| Veljača 2014 | Podržavate li ili se protivite ponovnom ujedinjenju Republike Moldavije s Rumunjskom? (bez Gagauzije i Transnistrije) | 27%             | 25%             | 20%                      | 12%                      | 15%                     |

Barometar javnog mnijenja (BOP), koji se u Moldaviji objavljuje dvaput godišnje na inicijativu IPP-a (Instituta za javnu politiku), uključio je, počevši od izdanja iz studenog 2015., pitanje o ponovnom ujedinjenju.
| Datum         | Pitanje | Za ujedinjenje | Protiv ujedinjenja | Ne bih glasao | ne znam/ </br> Nisam odlučio | Nema odgovora |
| ------------- | --- | -------------- | ------------------ | ------------- | ---------------------------- | ------------- |
| studeni 2015  | Da se sljedeće nedjelje održi referendum o ujedinjenju Republike Moldavije i Rumunjske, biste li glasovali za ili protiv ujedinjenja? | 20,6%          | 52,7%              | 9,4%          | 13,8%                        | 3,5%          |
| travanj 2016  | Da se sljedeće nedjelje održi referendum o ujedinjenju Republike Moldavije i Rumunjske, biste li glasovali za ili protiv ujedinjenja? | 17,3%          | 66,1%              | 4%            | 11,5%                        | 1,1%          |
| listopad 2016 | Da se sljedeće nedjelje održi referendum o ujedinjenju Republike Moldavije i Rumunjske, biste li glasovali za ili protiv ujedinjenja? | 15,6%          | 63,8%              | 8,1%          | 11,8%                        | 0,8%          |
| travanj 2017  | Da se sljedeće nedjelje održi referendum o ujedinjenju Republike Moldavije i Rumunjske, biste li glasovali za ili protiv ujedinjenja? | 23,0%          | 58,1%              | 8,2%          | 8,6%                         | 2,0%          |
| studeni 2017  | Da se sljedeće nedjelje održi referendum o ujedinjenju Republike Moldavije i Rumunjske, biste li glasovali za ili protiv ujedinjenja? | 21,7%          | 56,2%              | 7,1%          | 12,7%                        | 2,3%          |
| travanj 2018  | Da se sljedeće nedjelje održi referendum o ujedinjenju Republike Moldavije i Rumunjske, biste li glasovali za ili protiv ujedinjenja? | 24,0%          | 57,0%              | 9,0%          | 9,0%                         | 1,0%          |
| Listopad 2020 | Kad bi vas pitali da glasate za ujedinjenje Republike Moldavije i Rumunjske, biste li glasali za ili protiv?                          | 33,3%          | 48,3%              | 3,5%          | 12,8%                        | 2%            |
| lipanj 2021   | Kad bi vas pitali da glasate za ujedinjenje Republike Moldavije i Rumunjske, biste li glasali za ili protiv?                          | 41,4%          | 46%                | 3,7%          | 8,2%                         | 0,7%          |

Društveno-politički barometar, koji nekoliko puta godišnje objavljuje IMAS Moldova, također je uključio pitanje o ponovnom ujedinjenju.
| Datum         | Pitanje | Za ujedinjenje | Protiv ujedinjenja | Ne bih glasao | ne znam/ </br> Nisam odlučio | Nema odgovora |
| ------------- | --- | -------------- | ------------------ | ------------- | ---------------------------- | ------------- |
| kolovoz 2016  | Da se sljedeće nedjelje održi referendum o ujedinjenju Republike Moldavije i Rumunjske, biste li glasovali za ili protiv ujedinjenja?                | 19,0%          | 55,0%              | 7,0%          | 16,0%                        | 4,0%          |
| Svibanj 2017  | Da se sljedeće nedjelje održi referendum o ujedinjenju Republike Moldavije i Rumunjske, biste li glasovali za ili protiv ujedinjenja?                | 24,0%          | 65,0%              | 4,0%          | 7,0%                         | 0,0%          |
| srpanj 2017   | Da se sljedeće nedjelje održi referendum o ujedinjenju Republike Moldavije i Rumunjske, biste li glasovali za ili protiv ujedinjenja?                | 25,0%          | 61,0%              | 4,0%          | 15,0%                        | 3,0%          |
| prosinac 2017 | Da se sljedeće nedjelje održi referendum o ujedinjenju Republike Moldavije i Rumunjske, biste li glasovali za ili protiv ujedinjenja?                | 32,0%          | 54,0%              | 3,0%          | 9,0%                         | 3,0%          |
| veljača 2018  | Da se sljedeće nedjelje održi referendum o ujedinjenju Republike Moldavije i Rumunjske, biste li glasovali za ili protiv ujedinjenja?                | 25,0%          | 62,0%              | 3,0%          | 8,0%                         | 2,0%          |
| prosinac 2019 | Da se sljedeće nedjelje održi referendum o ujedinjenju Republike Moldavije i Rumunjske, biste li glasovali za ili protiv ujedinjenja?                | 34,0%          | 54,0%              | 3,0%          | 8,0%                         | 1,0%          |
| lipanj 2020   | Da se sljedeće nedjelje održi referendum o ujedinjenju Republike Moldavije i Rumunjske, biste li glasovali za ili protiv ujedinjenja?                | 37,0%          | 52,0%              | 2,0%          | 7,0%                         | 2,0%          |
| travanj 2021  | U slučaju da ste sigurni da će plaće i mirovine u Republici Moldaviji postati iste kao one u Rumunjskoj, biste li glasali za ili protiv ujedinjenja? | 50,0%          | 43,0%              | Nije opcija   | 7,0%                         | 0,0%          |

Ankete koje je proveo FOP dale su sljedeće rezultate:
| Datum                  | Pitanje | Za ujedinjenje | Protiv ujedinjenja | Ne bih glasao | ne znam/ </br> Nisam odlučio | Nema odgovora |
| ---------------------- | --- | -------------- | ------------------ | ------------- | ---------------------------- | ------------- |
| 11. – 20. ožujka 2016. | Kad bi se sljedeće nedjelje održao referendum za ujedinjenje Republike Moldavije i Rumunjske, glasali biste                           | 23%            | 63%                | 7%            | 6%                           | 0%            |
| lipanj 2020            | Da se sljedeće nedjelje održi referendum o ujedinjenju Republike Moldavije i Rumunjske, biste li glasovali za ili protiv ujedinjenja? | 33%            | 55%                | 4%            | 7%                           | 1%            |

Tvrtka iData redovito u svoje ankete uključuje pitanje o ujedinjenju. Jedan iz druge polovice ožujka 2021., s 1314 sudionika, izjavio je da bi 43,9% Moldavije glasalo za ponovno ujedinjenje s Rumunjskom ako bi se dobio referendum u roku od tjedan dana, a 67,8% Moldavije želi pridružiti se Europskoj uniji (EU). Druga anketa iste tvrtke, provedena između 19. i 28. svibnja 2021., s 1227 sudionika, pokazala je da bi 41,6% Moldavije glasalo za ujedinjenje s Rumunjskom ako bi se organizirao referendum u roku od tjedan dana, a 67,3% Moldavije podržava ulazak u EU.
Još jednu anketu organizirala je grupa od nekoliko kompanija u lipnju 2021. Na njemu je 35,0% Moldavaca reklo da bi glasalo za ujedinjenje s Rumunjskom, a 47,3% da bi glasalo protiv. Broj ljudi koji podržavaju ujedinjenje porastao je na 41,2%, što pokazuje anketa iData-e provedena između 21. i 28. srpnja 2021. s 1065 sudionika, uključujući neke iz Pridnjestrovlja. Suradnja dviju zemalja tijekom pandemije COVID-19 također je dovela do povećanja broja pristaša ujedinjenja.
U rujnu 2021. iData je proveo novu anketu u kojoj je 70% Moldavaca izrazilo želju za pridruživanjem Europskoj uniji i u kojoj je 40% Moldavaca izjavilo da podržava ujedinjenje Moldavije i Rumunjske. U listopadu 2021. 43,8% sudionika ankete iste tvrtke glasalo je za ujedinjenje s Rumunjskom, dok je u anketi iz studenog 2021. taj broj bio 41,2%.
Anketa koju je proveo iData iz siječnja 2022. pokazala je da bi 38,4% Moldavaca podržalo ujedinjenje s Rumunjskom. Kasnije, anketa CBS Researcha od siječnja do veljače 2022. pokazala je da bi 34,4% Moldavaca željelo ujedinjenje s Rumunjskom, a da bi se 49,9% tome protivilo. Naknadna anketa provedena između 27. travnja i 6. svibnja 2022. pokazala je da je 35,2% Moldavaca za ujedinjenje, dok mu se protivi 50,6%. Druga anketa provedena između 5. i 14. svibnja pokazala je da 34,7% Moldavaca podržava uniju, a 49,7% njih se protivi.
U svibnju 2022. anketa u Moldaviji pokazala je da 30,7% podržava ponovno ujedinjenje, dok je 27,1% bilo za priznavanje neovisnosti Pridnjestrovlja. U lipnju 2022., druga moldavska anketa pokazala je da 35,2% podržava ujedinjenje. U rujnu 2022. to je učinilo 34,6% Moldavaca. To je poraslo na 39,7% u anketi od 29. rujna do 11. listopada, vjeruje se da je to zbog promjena u rumunjskom zakonodavstvu koje su dopuštale prodaju električne energije Moldaviji po povlaštenim cijenama radi borbe protiv energetske krize u zemlji u to vrijeme. Prema anketi provedenoj od 16. do 23. studenog, 42,5 posto Moldavaca glasalo bi za, a 57,5 posto protiv.

### Rumunjska
Anketa provedena u studenom i prosincu 2010. i opsežno analizirana u studiji Republika Moldavija u svijesti rumunjske javnosti (Republica Moldova în conștiința publică românească) bavila se pitanjem ponovnog ujedinjenja.
| Pitanje                                                                                        | Potpuno se slažem | Djelomično se slažem | Djelomično se ne slažem | Uopće se ne slažem | Ne znam/Nemam mišljenje |
| ---------------------------------------------------------------------------------------------- | ----------------- | -------------------- | ----------------------- | ------------------ | ----------------------- |
| Ujedinjenje bi trebalo biti nacionalni cilj Rumunjske?                                         | 23%               | 29%                  | 23%                     | 11%                | 15%                     |
| Prije ili kasnije bi se Republika Moldavija i Rumunjska trebale ujediniti po njemačkom modelu? | 16%               | 29%                  | 16%                     | 11%                | 28%                     |

Slično istraživanje koje je u lipnju 2012. u Rumunjskoj proveo Rumunjski centar za strateške studije pokazalo je sljedeće rezultate:
| Pitanje                                                                                             | Da    | Ne    | Ne znam/Nemam mišljenje |
| --------------------------------------------------------------------------------------------------- | ----- | ----- | ----------------------- |
| Vjerujete li da je jezik koji se govori u Besarabiji rumunjski?                                     | 71,9% | 11,9% | 16,2%                   |
| Vjerujete li da je Besarabija rumunjska zemlja?                                                     | 84,9% | 4,7%  | 10,4%                   |
| Slažete li se s ujedinjenjem Besarabije s Rumunjskom?                                               | 86,5% | 12,7% | 0,8%                    |
| Smatrate li da bi ujedinjenje Besarabije s Rumunjskom trebalo biti prioritet rumunjskih političara? | 55,2% | 20,5% | 24,2%                   |

| Pitanje                                  | Rumunji | Moldavci | Rusi | Ne znam/Nemam mišljenje |
| ---------------------------------------- | ------- | -------- | ---- | ----------------------- |
| Smatrate li da su Besarabci prvenstveno: | 67,5%   | 28,2%    | 3,9% | 0,3%                    |

Prema anketi koju je 29. studenoga 2013. proveo Rumunjski institut za evaluaciju i strategiju (IRES), 76% Rumunja slaže se s ujedinjenjem Rumunjske i Moldavije, dok se samo 18% protivi mogućem ujedinjenju.
| Pitanje                                                              | slažem se | Ne slažem se | ne znam |
| -------------------------------------------------------------------- | --------- | ------------ | ------- |
| Slažete li se osobno s ujedinjenjem Republike Moldavije s Rumunjskom | 76%       | 18%          | 6%      |

Anketa INSCOP-a, provedena između 9. i 14. srpnja 2015., postavljala je pitanje o ujedinjenju do 2018.
| Pitanje                                                                                             | Odgovor |
| --------------------------------------------------------------------------------------------------- | ------- |
| Podržavam ujedinjenje Rumunjske s Republikom Moldavijom do 2018. (stota obljetnica Velike unije)    | 67,9%   |
| Ne podržavam ujedinjenje Rumunjske s Republikom Moldavijom do 2018. (stota obljetnica Velike unije) | 14,8%   |
| Ne znam/bez odgovora                                                                                | 17,3%   |

## Utjecaj u slučaju ujedinjenja
| Podjela                       | Površina km 2 | Stanovništvo | Gustoća naseljenosti (/km 2 ) | Bruto domaći proizvod (BDP)        | BDP po stanovniku       |
| ----------------------------- | ------------- | ------------ | ----------------------------- | ---------------------------------- | ----------------------- |
| Rumunjska                     | 238 397       | 19 051 562   | 79,92                         | 348,902 milijarde američkih dolara | 18 314 američkih dolara |
| Moldavija                     | 33 843        | 2 512 758    | 74,25                         | 15,829 milijardi američkih dolara  | 6299 američkih dolara   |
| Rumunjska (nakon ujedinjenja) | 272 240       | 21 564 320   | 79,21                         | 364,731 milijarde američkih dolara | 16 914 američkih dolara |

Republika Moldavija bi donijela dodatnih 2,6 milijuna stanovnika i povećanje bruto domaćeg proizvoda (BDP) od 12,7 USD milijardi (4,8% rumunjskog BDP-a) u Rumunjsku. Međutim, BDP po glavi stanovnika pao bi na 14.400 dolara, jer se trenutni rumunjski BDP po glavi stanovnika procjenjuje na 15.980 dolara, dok moldavski BDP po glavi stanovnika iznosi 3.700 dolara. Procjenjuje se da bi ujedinjenje koštalo 10 milijardi dolara, da bi Moldavija mogla pokriti 1,5 milijardi dolara, a da bi Rumunjska morala pokriti razliku od 8,5 milijardi dolara. Predloženo je  da će Europska unija pokriti dio troškova.
Ako bi se Moldavija odlučila ujediniti s Rumunjskom, status Gagauzije, "nacionalno-teritorijalne autonomne jedinice" Moldavije s tri službena jezika (rumunjski, gagauski i ruski), bio bi nejasan. Dok je autonomija Gagauzije zajamčena ustavom Moldavije i regulirana Zakonom o autonomiji Gagauzije iz 1994., zakoni Rumunjske ne dopuštaju etničku teritorijalnu autonomiju i bilo koji drugi službeni jezik osim rumunjskog. Upitan bi bio i izbor glavnog grada.
Kad je riječ o Pridnjestrovlju, nepriznatoj samoproglašenoj državi s tri službena jezika (moldavskim, ruskim i ukrajinskim), nije jasno što bi se dogodilo ujedinjenjem. Zapravo, popularnost ideje o ujedinjenju pridonijela je izbijanju rata u Pridnjestrovlju 1992., kada je Pridnjestrovlje proglasilo neovisnost od Moldavije. UN još uvijek priznaje Pridnjestrovlje kao dio Moldavije. Jedna verzija prijedloga o ujedinjenju isključila bi Pridnjestrovlje.

## Scenariji ujedinjenja
Postoji nekoliko mogućih scenarija za moguće ujedinjenje Moldavije s Rumunjskom:
- Politička unija Republike Moldavije i Rumunjske spajanjem u jedinstvenu državu, u sadašnjim "de jure" (pravnim) granicama (što podrazumijeva da nova država preuzme Transnistriju kao teritorijalnu jedinicu bez obzira na rusku vojnu prisutnost u područje) i bez obzira na političko i administrativno stanje sadašnjih teritorijalnih jedinica, koje se mogu sačuvati ili reformirati unutar nove države;
- Politička unija Republike Moldavije i Rumunjske spajanjem u jednu državu, na sadašnjim "de facto" granicama (što podrazumijeva odustajanje nove države od teritorija pod kontrolom otcijepljene države Pridnjestrovlja, koja će tada imati izbor između neovisnosti, pridruživanje Ukrajini ili pridruživanje Rusiji: ovo su mediji nazvali "Plan Belkovskog").[194][195][196][197] Rumunjska bi također mogla dati Pridnjestrovlje Ukrajini, dobivši jednaki udio u području oblasti Chernivtsi ili Odesa, gdje postoje važne zajednice Rumunja.[198][199]
- Politička unija Republike Moldavije i Rumunjske federalizacijom dviju država (koja bi zadržala politički suverenitet svake države) u ekonomskoj, monetarnoj, carinskoj i vojnoj zajednici (ova je opcija inspirirana Mircea Snegurovim "jedan narod", ideja o dvije države).[200]

## Vanjske poveznice
- (rum.) Official website of Action 2012  Arhivirana inačica izvorne stranice od 29. kolovoza 2017. (Wayback Machine)
- (rum.) Romanism.net Website dedicated to Romanian-Moldovan reunification
- (rum.) BBC Romanian: "Interviu cu președintele PPCD Iurie Roșca" (March 2005)
- (rum.) Ziua: "Trădarea Basarabiei de la București" (June 2005)
- (rum.) HotNews: March 2006 Poll  Arhivirana inačica izvorne stranice od 29. rujna 2007. (Wayback Machine)
- (rum.) Cotidianul: "Cîți bani ne-ar costa unirea cu Basarabia" (October 2006)
- (engl.) Băsescu Plan: Actions supporting unification with Romania held in Chișinău (October 2006)